# Butch Vig
Bryan "Butch" Vigorson (Viroqua, Wisconsin; 2 de agosto de 1955) es un músico de rock y productor musical. En la actualidad es baterista del grupo Garbage. También es conocido como el productor del disco Nevermind de Nirvana, un álbum que terminó con la era glam metal y llevó la música grunge al gran público, y los discos Gish, Siamese Dream y Pisces Iscariot de Smashing Pumpkins. Originario de Viroqua, Wisconsin, Vig fue un antiguo miembro de los grupos Spooner y Fire Town.

## Discografía
Spooner
- Every Corner Dance (1982)
- Wildest Dreams (1985)
- The Fugitive Dance (1990)

Fire Town
- In the Heart of the Heart Country (1987)
- The Good Life (1989)

Garbage
- Garbage (1995)
- Version 2.0 (1998)
- Beautiful Garbage (2001)
- Bleed Like Me (2005)
- Not Your Kind of People (2012)
- Strange Little Birds (2016)
- No Gods No Masters (2021)

## Carrera como productor
| - 1982: Die Kreuzen - Internal - 1984: Killdozer - Intellectuals Are the Shoeshine Boys of the Ruling Elite - 1985: ivory library - "1st e.p." - 1985: The Other Kids - Living In The Mirror - 1985: Killdozer - 12 Point Buck - 1985: Killdozer - Snakeboy - 1985: Laughing Hyenas - Come Down to the Merry Go Round - 1987: The Other Kids - Happy Home - 1987: Killdozer - Little Baby Buntin' - 1988: Die Kreuzen - Century Days - 1988: The Cheeters - Sign of Fire - 1989: Killdozer - For Ladies Only - 1989: Laughing Hyenas - You Can't Pray a Lie - 1989: Stuart Stotts - Music in My Mother's House - 1990: Urge Overkill - Americruiser - 1990: King Snake Roost - Ground into Dirt - 1990: Laughing Hyenas - Life of Crime - 1990: The Fluid - Glue - 1991: The Fluid - Spot the Loon - 1991: Gods of the Revolution - 1991: The Smashing Pumpkins - Gish - 1991: Nirvana - Nevermind - 1991: Tad - 8-Way Santa - 1991: Young Fresh Fellows - Electric Bird Digest - 1991: Overwhelming Colorfast - Overwhelming Colorfast - 1991: Die Kreuzen - Cement - 1992: Sonic Youth - Dirty - 1992: House of Pain - Shamrocks and Shenanigans - 1992: L7 - Bricks Are Heavy - 1992: Chainsaw Kittens - Flipped Out in Singapore - 1992: Drain - Pick Up Heaven - 1992: Gumball - Wisconsin Hayride - 1993: Gumball - Super Tasty | - 1993: Gumball - The Damage Done - 1993: Crash Vegas - Stone - 1993: The Smashing Pumpkins - Siamese Dream - 1993: Gumball- Real Gone Deal - 1994: Sonic Youth - Experimental Jet Set, Trash and No Star - 1994: Depeche Mode - In Your Room (version promocional) - 1994: Helmet - Betty - 1994: Freedy Johnston - This Perfect World - 1994: Killdozer - Uncompromising War on Art Under... - 1995: Soul Asylum - Let Your Dim Light Shine - 1995: Garbage - Garbage - 1997: The And - Day - 1997: The And - And Night - 1998: Garbage - Version 2.0 - 2001: Garbage - Beautiful Garbage - 2003: AFI - Sing the Sorrow - 2005: Garbage - Bleed Like Me - 2006: Kilroy - LP - 2007: Jimmy Eat World - Chase This Light - 2007: Against Me! - New Wave - 2008: The Subways - All or Nothing - 2008: Tom Gabel - Heart Burns - 2009: Green Day - 21st Century Breakdown - 2009: Foo Fighters - - 2009: Barbara Drive™ - "Twilight to Darkness" Greatest Hits - 2010: Against Me! - White Crosses - 2010: Muse - "Neutron Star Collision (Love Is Forever)" - 2010: Never Shout Never - Harmony - 2010: Goo Goo Dolls - Something for the Rest of Us - 2011: Foo Fighters - Wasting Light - 2011: Garbage - Not Your Kind of People - 2011: Galexia - The Generic Rock Album - 2013: Sound City Players - Sound City - 2014: Foo Fighters - Sonic Highways - 2014: Blink-182 - Desconocido |

Remezclas
Butch Vig ha remezclado canciones para los siguientes artistas: Against Me!, Ash, Beck, The Cult, Depeche Mode, EMF, Fun Lovin' Criminals, House of Pain, Korn, Limp Bizkit, Alanis Morissette, Nine Inch Nails, Michael Penn, Galexia, M.O.P, U2 así como para su propia banda Garbage.